# Nati nel 1964/Aprile
| Questa pagina contiene informazioni ricavate automaticamente dalle voci biografiche con l'ausilio del template Bio e di un bot. L'aggiornamento è periodico e automatico e ricostruisce completamente la pagina. Se manca una persona in questa lista, sei pregato di non aggiungerla, ma accertati piuttosto che la sua voce biografica contenga il template Bio e che i dati anagrafici siano correttamente compilati. Se il template Bio manca, inseriscilo tu stesso o, in alternativa, metti l'avviso {{tmp\|Bio}} che ne segnala la mancanza. Se i dati riportati sono sbagliati, correggi direttamente la voce biografica; le modifiche saranno visibili in questa lista entro pochi giorni. Per chiarimenti vedi il progetto biografie. La lista contiene solo le 317 persone che sono citate nell'enciclopedia e per le quali è stato implementato correttamente il template Bio. Pagina aggiornata al 18 giu 2025. |

- 1º aprile - Erik Breukink, dirigente sportivo e ex ciclista su strada olandese
- 1º aprile - Annacatia Casagrande, ex canoista italiana
- 1º aprile - Costa, cantautore e musicista italiano
- 1º aprile - Kevin Duckworth, cestista statunitense († 2008)
- 1º aprile - Chris Lee, politico statunitense
- 1º aprile - Lee Kwang-jong, calciatore e allenatore di calcio sudcoreano († 2016)
- 1º aprile - Antonangelo Liori, giornalista italiano
- 1º aprile - Alessandro Ramagli, allenatore di pallacanestro italiano
- 1º aprile - Scott Stevens, allenatore di hockey su ghiaccio e ex hockeista su ghiaccio canadese
- 1º aprile - Constantin Urdaș, sollevatore rumeno
- 1º aprile - José Rodrigues dos Santos, giornalista e scrittore portoghese
- 2 aprile - John Brandes, ex giocatore di football americano statunitense
- 2 aprile - Goran Karan, cantante croato
- 2 aprile - Saulius Kleiza, ex pesista lituano
- 2 aprile - Teuvo Palkki, allenatore di calcio finlandese
- 2 aprile - Gregory Lawrence Parkes, vescovo cattolico statunitense
- 2 aprile - Didier Tholot, allenatore di calcio e ex calciatore francese
- 3 aprile - Marco Ballotta, dirigente sportivo, allenatore di calcio e ex calciatore italiano
- 3 aprile - Richard Bella, ex cestista centrafricano
- 3 aprile - Roberto Bullara, cestista italiano
- 3 aprile - Jean-Jacques da Conceição, ex cestista angolano
- 3 aprile - Vincenzo Cuomo, politico italiano
- 3 aprile - Lorella De Luca, doppiatrice italiana
- 3 aprile - Nigel Farage, politico e conduttore televisivo britannico
- 3 aprile - Tommaso Edoardo Frosini, giurista, costituzionalista e avvocato italiano
- 3 aprile - Andrej Lomakin, hockeista su ghiaccio russo († 2006)
- 3 aprile - Maurício Mattar, attore e cantante brasiliano
- 3 aprile - Dario Perucca, fumettista italiano
- 3 aprile - Bjarne Riis, ex ciclista su strada, pistard e dirigente sportivo danese
- 3 aprile - Andy Robinson, ex rugbista a 15 e allenatore di rugby a 15 britannico
- 3 aprile - Elena Ruzina, velocista sovietica
- 3 aprile - Hakan Salınmış, attore turco
- 3 aprile - Daisuke Satō, scrittore e sceneggiatore giapponese († 2017)
- 4 aprile - Dr. Chud, batterista statunitense
- 4 aprile - Anthony Clark, attore statunitense
- 4 aprile - David Cross, attore, comico e scrittore statunitense
- 4 aprile - Satoshi Furukawa, astronauta giapponese
- 4 aprile - Ivan Korčok, politico slovacco
- 4 aprile - Liming Yue, artista marziale cinese
- 4 aprile - Jeremy McWilliams, pilota motociclistico britannico
- 4 aprile - Paul Parker, ex calciatore e allenatore di calcio inglese
- 4 aprile - José María Pazo, allenatore di calcio e ex calciatore colombiano
- 4 aprile - Riccardo Sfondrini, autore televisivo e scrittore italiano
- 4 aprile - Branco, ex calciatore e allenatore di calcio brasiliano
- 4 aprile - Sofia Ventura, politologa e saggista italiana
- 4 aprile - Frank Yallop, allenatore di calcio e ex calciatore canadese
- 5 aprile - Brad Anderson, regista, sceneggiatore e produttore cinematografico statunitense
- 5 aprile - Levon Džulfalakjan, ex lottatore armeno
- 5 aprile - Neil Eckersley, ex judoka britannico
- 5 aprile - Luigi Galluzzo, giornalista, conduttore televisivo e scrittore italiano
- 5 aprile - Daniele Gas, disc jockey e produttore discografico italiano
- 5 aprile - Gary Hershberger, attore e sceneggiatore statunitense
- 5 aprile - Vakht'ang Iagorashvili, ex pentatleta sovietico
- 5 aprile - Marius Lăcătuș, allenatore di calcio, dirigente sportivo e ex calciatore rumeno
- 5 aprile - Per Pedersen, ex ciclista su strada danese
- 5 aprile - Charles Edwin Powell, attore statunitense
- 6 aprile - Bob Bowman, insegnante statunitense
- 6 aprile - Juliet Cuthbert, ex velocista giamaicana
- 6 aprile - Johnny Dee, batterista statunitense
- 6 aprile - René Eijkelkamp, procuratore sportivo, allenatore di calcio e ex calciatore olandese
- 6 aprile - Giuseppe Gambale, politico e cardiologo italiano
- 6 aprile - Oliver Lücke, ex schermidore tedesco
- 6 aprile - Lars Arne Nilsen, allenatore di calcio e ex calciatore norvegese
- 6 aprile - Park Hyun-yong, ex calciatore sudcoreano
- 6 aprile - Nick Popplewell, ex rugbista a 15 irlandese
- 6 aprile - Ola Svensson, ex calciatore svedese
- 6 aprile - Deborah Theaker, attrice canadese
- 6 aprile - Stefano Vanoncini, allenatore di pallacanestro italiano
- 6 aprile - Tim Walz, politico statunitense
- 6 aprile - Geovani Silva, ex calciatore brasiliano
- 7 aprile - Jace Alexander, attore e regista televisivo statunitense
- 7 aprile - Russell Crowe, attore, regista e cantante neozelandese
- 7 aprile - Nikki Fritz, attrice statunitense († 2020)
- 7 aprile - Alex Marenga, produttore discografico e chitarrista italiano
- 7 aprile - Alfonso Signorini, giornalista, conduttore televisivo e scrittore italiano
- 7 aprile - Andrea Viero, dirigente d'azienda italiano
- 8 aprile - Biz Markie, rapper, disc jockey e beatboxer statunitense († 2021)
- 8 aprile - Vincenzo Comitini, militare italiano
- 8 aprile - Steven S. DeKnight, sceneggiatore, regista e produttore televisivo statunitense
- 8 aprile - Luca Faggella, cantautore e compositore italiano
- 8 aprile - Ari Heikkinen, ex calciatore finlandese
- 8 aprile - Massimo Mariotti, allenatore di hockey su pista e ex hockeista su pista italiano
- 8 aprile - Andrew Maynard, ex pugile statunitense
- 8 aprile - John McGinlay, allenatore di calcio e ex calciatore scozzese
- 8 aprile - Dordi Nordby, giocatrice di curling norvegese
- 8 aprile - Linda Rocchetti, ex sciatrice alpina italiana
- 8 aprile - Gaspare Spatuzza, mafioso e collaboratore di giustizia italiano
- 8 aprile - Janne Teller, scrittrice danese
- 9 aprile - Bruce Douglas, ex cestista statunitense
- 9 aprile - Doug Ducey, politico statunitense
- 9 aprile - José Guimarães, ex cestista e allenatore di pallacanestro angolano
- 9 aprile - Chip Jenkins, ex velocista statunitense
- 9 aprile - Ana Millán Gasca, matematica spagnola
- 9 aprile - Maurizio Musolino, giornalista, scrittore e politico italiano († 2016)
- 9 aprile - Akihiro Nagashima, ex calciatore giapponese
- 9 aprile - Gabriel Pierino Pedrazzi, allenatore di calcio e ex calciatore argentino
- 9 aprile - Adrien Pelletier, attivista francese
- 9 aprile - Mario Pinedo, ex calciatore boliviano
- 9 aprile - Robert Zabica, ex calciatore australiano
- 10 aprile - Claudio Barragán, allenatore di calcio e ex calciatore spagnolo
- 10 aprile - Manon Bollegraf, ex tennista olandese
- 10 aprile - Alessandro Bonan, giornalista e conduttore televisivo italiano
- 10 aprile - Yves Briguet, pilota motociclistico svizzero
- 10 aprile - Nancy Brilli, attrice italiana
- 10 aprile - Giampaolo Ceramicola, allenatore di calcio e ex calciatore italiano
- 10 aprile - Giandiego Gatta, politico italiano
- 10 aprile - Elena Georgescu, canottiera rumena
- 10 aprile - Leonardo Maugeri, dirigente d'azienda e saggista italiano († 2017)
- 10 aprile - José Vicente Nácher Tatay, arcivescovo cattolico e missionario spagnolo
- 10 aprile - Alan Wren, batterista inglese
- 11 aprile - Penny Barg, ex tennista statunitense
- 11 aprile - Jerome Batiste, ex cestista statunitense
- 11 aprile - Johann Sebastian Paetsch, violoncellista e musicista statunitense
- 11 aprile - Wojciech Płocharski, giornalista, scrittore e compositore polacco
- 11 aprile - Patrick Sang, ex siepista e maratoneta keniota
- 11 aprile - Tony Tedeschi, ex attore pornografico statunitense
- 12 aprile - Mariela Alcalá, attrice venezuelana
- 12 aprile - Marco Bergamo, ex ciclista su strada italiano
- 12 aprile - Johan Capiot, ex ciclista su strada belga
- 12 aprile - Anna Farkas, ex cestista ungherese
- 12 aprile - Shin'ichi Hosoma, fumettista giapponese
- 12 aprile - Claudia Jung, cantante e attrice tedesca
- 12 aprile - Pandora Peaks, ex attrice pornografica e attrice cinematografica statunitense
- 12 aprile - Fabián Pedacchio Leaniz, presbitero argentino
- 12 aprile - Josep Picó, ex pallanuotista spagnolo
- 12 aprile - Amy Ray, cantautrice e chitarrista statunitense
- 12 aprile - Adi Stadler, pilota motociclistico tedesco
- 13 aprile - Andy Goram, calciatore scozzese († 2022)
- 13 aprile - Davis Love III, golfista statunitense
- 13 aprile - Steve McCrory, pugile statunitense († 2000)
- 13 aprile - Mo, ex wrestler statunitense
- 13 aprile - Marie Newman, politica statunitense
- 13 aprile - David W. Panuelo, politico micronesiano
- 13 aprile - Brian Pimental, regista, sceneggiatore e animatore statunitense
- 13 aprile - Caroline Rhea, attrice e conduttrice televisiva canadese
- 13 aprile - Rossano Rossi, fumettista italiano
- 13 aprile - Eusebio Sacristán, allenatore di calcio e ex calciatore spagnolo
- 13 aprile - Marco Spoletini, montatore italiano
- 13 aprile - John Swinney, politico britannico
- 13 aprile - Dokka Umarov, politico e militare russo († 2013)
- 13 aprile - Denis Zanko, allenatore di calcio e ex calciatore francese
- 13 aprile - Phil Zevenbergen, ex cestista statunitense
- 13 aprile - Richard Žemlička, ex hockeista su ghiaccio ceco
- 14 aprile - Brian Adams, wrestler statunitense († 2007)
- 14 aprile - Jeff Andretti, ex pilota automobilistico statunitense
- 14 aprile - Andrea Ceccarini, ex nuotatore italiano
- 14 aprile - Bob Clendenin, attore statunitense
- 14 aprile - Stuart Duncan, polistrumentista statunitense
- 14 aprile - Jim Grabb, allenatore di tennis e ex tennista statunitense
- 14 aprile - Gina McKee, attrice britannica
- 14 aprile - Vinnie Moore, chitarrista statunitense
- 14 aprile - Michael Nunn, ex pugile statunitense
- 14 aprile - Gregory Sporleder, attore statunitense
- 14 aprile - Ângelo Torres, regista e attore saotomense
- 14 aprile - Takumi Yamazaki, doppiatore giapponese
- 15 aprile - Lydie Denier, modella e attrice francese
- 15 aprile - André Joubert, ex rugbista a 15 sudafricano
- 15 aprile - Lee Kernaghan, cantante australiano
- 15 aprile - Zdena Látalová, ex cestista cecoslovacca
- 15 aprile - Wes Madiko, cantante, musicista e chitarrista camerunese († 2021)
- 15 aprile - Adramé Ndiaye, cestista senegalese († 2020)
- 15 aprile - Alfredo Pedullà, giornalista e opinionista italiano
- 15 aprile - Vicente Rebollo Mozos, vescovo cattolico spagnolo
- 16 aprile - Henning Bjarnøy, allenatore di calcio e ex calciatore norvegese
- 16 aprile - Rafael Hernández, ex cestista portoricano
- 16 aprile - David Kohan, sceneggiatore e produttore televisivo statunitense
- 16 aprile - Irina Minch, ex cestista sovietica
- 16 aprile - Offer Nissim, disc jockey israeliano
- 16 aprile - Luca Pancalli, dirigente sportivo, politico e pentatleta italiano
- 16 aprile - Dave Pirner, cantante e musicista statunitense
- 16 aprile - Danny Quinn, modello, attore e regista italiano
- 16 aprile - Esbjörn Svensson, pianista svedese († 2008)
- 16 aprile - Yorick van Wageningen, attore olandese
- 17 aprile - Mika Akitaka, illustratore giapponese
- 17 aprile - Andrej Borisenko, cosmonauta russo
- 17 aprile - Ken Daneyko, ex hockeista su ghiaccio canadese
- 17 aprile - Norio Imamura, attore teatrale e doppiatore giapponese
- 17 aprile - Maynard James Keenan, cantante statunitense
- 17 aprile - Sokol Kushta, ex calciatore albanese
- 17 aprile - Marina Moffa, ex cestista australiana
- 17 aprile - Wisdom Mumba Chansa, calciatore zambiano († 1993)
- 17 aprile - Luis Novaresio, giornalista e avvocato argentino
- 17 aprile - Lela Rochon, attrice e produttrice televisiva statunitense
- 17 aprile - Pierre Vincent, allenatore di pallacanestro francese
- 17 aprile - Giorgio Zanin, politico italiano
- 18 aprile - Francis Awaritefe, ex calciatore nigeriano
- 18 aprile - Paolo Carta, cantante, chitarrista e produttore discografico italiano
- 18 aprile - Benedetta Corbi, giornalista e conduttrice televisiva italiana
- 18 aprile - Andrés Duprat, sceneggiatore e direttore artistico argentino
- 18 aprile - Niall Ferguson, storico, economista e saggista britannico
- 18 aprile - Paul Gonzales, ex pugile statunitense
- 18 aprile - Robert Kelker-Kelly, attore statunitense
- 18 aprile - Marija Mazina, ex schermitrice russa
- 18 aprile - Trond Nordeide, ex calciatore norvegese
- 18 aprile - Rithy Panh, regista, sceneggiatore e produttore cinematografico cambogiano
- 18 aprile - Zazie, cantautrice francese
- 19 aprile - Giovanni Alberto Agnelli, imprenditore e dirigente d'azienda italiano († 1997)
- 19 aprile - Harris Barton, filantropo e ex giocatore di football americano statunitense
- 19 aprile - Patrizia Bracaglia, attrice e doppiatrice italiana
- 19 aprile - Lino Cannavacciuolo, violinista e compositore italiano
- 19 aprile - Frank-Peter Roetsch, ex biatleta tedesco orientale
- 20 aprile - Irma d'Alessandro, giornalista italiana
- 20 aprile - Vetle Andersen, ex calciatore norvegese
- 20 aprile - Crispin Glover, attore, regista e sceneggiatore statunitense
- 20 aprile - Andreas Kantīlos, ex calciatore cipriota
- 20 aprile - Wiliame Katonivere, politico e militare figiano
- 20 aprile - Ingrid Lieten, politica belga
- 20 aprile - Katherina Matousek, ex pattinatrice artistica su ghiaccio canadese
- 20 aprile - Massimo Morales, allenatore di calcio italiano
- 20 aprile - Big Guido, ex wrestler e attore statunitense
- 20 aprile - Andy Serkis, attore e regista britannico
- 20 aprile - Rosalynn Sumners, ex pattinatrice artistica su ghiaccio statunitense
- 20 aprile - Serafin Zubiri, cantante e pianista spagnolo
- 21 aprile - Alex Baumann, ex nuotatore ceco
- 21 aprile - Ludmila Engquist, ex ostacolista sovietica
- 21 aprile - Kamie Ethridge, ex cestista e allenatrice di pallacanestro statunitense
- 21 aprile - Michail Fridman, imprenditore russo
- 21 aprile - Kevin Gage, ex calciatore inglese
- 21 aprile - Valentino Grant, manager e politico italiano
- 21 aprile - Miguel Ángel Martínez Ovelar, ex giocatore di calcio a 5 paraguaiano
- 21 aprile - Anna Muylaert, regista, autrice televisiva e critica cinematografica brasiliana
- 21 aprile - Ahmed Radhi, calciatore e allenatore di calcio iracheno († 2020)
- 21 aprile - Richard Schallert, saltatore con gli sci austriaco
- 21 aprile - Sergio Zorzi, ex rugbista a 15 e allenatore di rugby a 15 italiano
- 22 aprile - Jean-Luc Addor, politico svizzero
- 22 aprile - Massimo Carrera, allenatore di calcio e ex calciatore italiano
- 22 aprile - Tudorel Cristea, ex calciatore rumeno
- 22 aprile - Sten Glenn Håberg, ex calciatore norvegese
- 22 aprile - James Langevin, politico statunitense
- 22 aprile - Chris Makepeace, attore canadese
- 22 aprile - Bob McCann, cestista statunitense († 2011)
- 22 aprile - Queen Olumbo, ex cestista keniota
- 22 aprile - Michelle Pearson, ex nuotatrice australiana
- 22 aprile - Wilma van Velsen, ex nuotatrice olandese
- 23 aprile - Hossein Amir-Abdollahian, diplomatico e politico iraniano († 2024)
- 23 aprile - Carlo Bisio, psicologo italiano
- 23 aprile - Bill Browder, imprenditore statunitense
- 23 aprile - Gianluca Cappellato, ex giocatore di calcio a 5 italiano
- 23 aprile - Aviv Kochavi, generale israeliano
- 23 aprile - Abel Liluala, arcivescovo cattolico della Repubblica del Congo
- 23 aprile - Salvatore Margiotta, politico italiano
- 23 aprile - Gianandrea Noseda, direttore d'orchestra italiano
- 23 aprile - Leni Robredo, politica e avvocata filippina
- 23 aprile - Halla Margrét Árnadóttir, cantante islandese
- 24 aprile - Helga Arendt, velocista tedesca († 2013)
- 24 aprile - Bayan Badagwlov, ex calciatore sovietico
- 24 aprile - Mustapha Boukar, ex calciatore e ex giocatore di calcio a 5 algerino
- 24 aprile - Djimon Hounsou, attore e modello beninese
- 24 aprile - Kim Jong-song, allenatore di calcio e ex calciatore nordcoreano
- 24 aprile - Cedric the Entertainer, attore e comico statunitense
- 24 aprile - Marek Leśniewski, ex ciclista su strada polacco
- 24 aprile - Francesco Patierno, regista, sceneggiatore e scrittore italiano
- 24 aprile - Lorenzo Pavolini, scrittore italiano
- 24 aprile - Josep Maria Sala, ex calciatore spagnolo
- 24 aprile - Augusta Read Thomas, compositrice statunitense
- 24 aprile - Pascale Van Roy, ex cestista belga
- 24 aprile - Zhan Shuping, ex cestista cinese
- 25 aprile - Hank Azaria, attore, comico e doppiatore statunitense
- 25 aprile - Andy Bell, cantante britannico
- 25 aprile - Fiona Bruce, giornalista britannica
- 25 aprile - Omar Catarí, ex pugile venezuelano
- 25 aprile - Marco D'Altrui, pallanuotista italiano
- 25 aprile - Lisa Franchetti, ammiraglio statunitense
- 25 aprile - Kenji Yamamoto, compositore giapponese
- 26 aprile - Luca Abort, cantante italiano († 2000)
- 26 aprile - Marcello Benvenuti, ex altista italiano
- 26 aprile - Edoardo Crisafulli, scrittore italiano
- 26 aprile - Mark Esper, politico statunitense
- 26 aprile - Dominic Mahony, ex pentatleta britannico
- 26 aprile - Didier Robert, politico francese
- 26 aprile - Rebecka Törnqvist, cantante svedese
- 26 aprile - Rafa Vecina, ex cestista spagnolo
- 26 aprile - Stefan Weinert, attore, regista e produttore cinematografico tedesco
- 26 aprile - Arnaud de Puyfontaine, manager francese
- 27 aprile - Julija Bogdanova, ex nuotatrice sovietica
- 27 aprile - Daniel Fernández Torres, vescovo cattolico portoricano
- 27 aprile - Kelvin Graham, ex canoista australiano
- 27 aprile - Maria Mariotti, allenatrice di calcio e ex calciatrice italiana
- 27 aprile - Nizo Neto, attore, doppiatore e umorista brasiliano
- 27 aprile - Steve Roden, musicista e artista statunitense († 2023)
- 27 aprile - Peter Paul Saldanha, vescovo cattolico indiano
- 27 aprile - Spiro Scimone, attore, drammaturgo e regista italiano
- 27 aprile - Lisa Wilcox, attrice statunitense
- 27 aprile - Conchi Zapata, ex cestista spagnola
- 28 aprile - Silvia Bordiga, chimica italiana
- 28 aprile - Diane Haight, ex sciatrice alpina canadese
- 28 aprile - Trond Henriksen, allenatore di calcio e ex calciatore norvegese
- 28 aprile - Noriyuki Iwadare, compositore giapponese
- 28 aprile - Ajay Kakkar, chirurgo e politico britannico
- 28 aprile - Barry Larkin, giocatore di baseball statunitense
- 28 aprile - Ángel Martín González, dirigente sportivo e ex calciatore spagnolo
- 28 aprile - Thor André Olsen, allenatore di calcio e ex calciatore norvegese
- 28 aprile - Ken Sagoes, attore statunitense
- 28 aprile - L'Wren Scott, modella e stilista statunitense († 2014)
- 28 aprile - Félix Torres, ex calciatore paraguaiano
- 29 aprile - Federico Castelluccio, attore e regista italiano
- 29 aprile - Espen Engebretsen, ex calciatore norvegese
- 29 aprile - Aris Enkelmann, ex schermidore tedesco
- 29 aprile - Iryna Farion, politica ucraina († 2024)
- 29 aprile - Andrea Pepi, ex calciatore italiano
- 29 aprile - Saša Radunović, ex cestista jugoslavo
- 29 aprile - Erck Rickmers, imprenditore e politico tedesco
- 29 aprile - Thomas Robsahm, regista, produttore cinematografico e attore norvegese
- 29 aprile - Sveva Sagramola, conduttrice televisiva e autrice televisiva italiana
- 29 aprile - Gary Smart, ex calciatore inglese
- 29 aprile - Xaver Varnus, organista ungherese
- 30 aprile - Alexander Arguelles, linguista statunitense
- 30 aprile - Stony Batioja, ex calciatore ecuadoriano
- 30 aprile - Maurizio Becker, giornalista, scrittore e musicologo italiano
- 30 aprile - Irina Chipakina, ex cestista moldava
- 30 aprile - Tony Fernandes, imprenditore malese
- 30 aprile - Barrington Levy, cantautore giamaicano
- 30 aprile - Aleksandra Gennadievna Petrova, poetessa e scrittrice russa
- 30 aprile - Lorenzo Staelens, allenatore di calcio e ex calciatore belga
- 30 aprile - Giuseppe Tresoldi, paracadutista italiano
- 30 aprile - Vanna Vinci, fumettista e illustratrice italiana
- 30 aprile - Misa Watanabe, doppiatrice giapponese